# حصن تنومة
حصن تنومة، من الحصون الأثرية الواقعة في تنومة بعسير التابعة لمدينة أبها.

## موقع الحصن
يقع في تنومة على الطريق المؤدي إلى وسط المدينة إلى قرى الشعف والأربوعة، وتعود ملكيته إلى فائز بن عبد الله بن مبارك الرياعي الشهري، وكان تأسيسه في عام 1394هـ.

## مكونات الحصن
يتكون الحصن من ثلاثة طوابق، ويحتوي كل طابق على مجموعة من المقتنيات، وقد صُنفت المعروضات على حسب الأهمية:
- الطابق الأول: يحتوي على نماذج من قطع الخصف والخوص، وبعض المصنوعات الجلدية، وبعض الحبال، ونموذج للبئر، إضافةً إلى نماذجٍ من الرحى المستخدمة لطحن الحبوب
- الطابق الثاني: يحتوي على قطع من الأسلحة سواءً كانت أسلحة بيضاء مثل السيوف والرماح والجنابي، أو قطع السلاح الناري كالبنادق ومساحيق البارود ومواده الخام، كما يحتوي الطابق أيضاً على بعض المخطوطات، والمستلزمات الرجالية، وقسم خاص مزود بأنواع الهواتف القديمة
- الطابق الثالث: يضم جميع مستلزمات المرأة من الملابس، والحُلي، وجميع أدوات الزينة، ومختلف العملات الورقية والمعدنية، بعضها محلي، والآخر اجنبي، ويحتوي أيضاً على رؤوس وقرون بعض الحيوانات المنقرضة، ومع مرور السنوات أخذت المقتنيات تزداد شيئاً فشيئاً مما جعل مالك المتحف يُفكر في نقل مافيه إلى مقر جديد، وبالفعل نقلها إلى متحف يتكون من طابقين، ويقع على الطريق العام الذي يربط أبها بالطائف، وقد حُظي المتحف بزيارة العديد من المسؤولين والمهتمين والمثقفين لكونه واجهة تنومة السياحية.[2]

## انظر ايضاً
- عسير
- تنومة

## وصلات خارجية
- ابن سلام.. متحف تراثي بالنماص يحفظ ذاكرة الجنوب.
- متحف على سفوح تنومة يسد «فجوة الفارق» بين زمنين.